# Elena Mikhailovskaya
 (mai 2018).
Si vous disposez d'ouvrages ou d'articles de référence ou si vous connaissez des sites web de qualité traitant du thème abordé ici, merci de compléter l'article en donnant les références utiles à sa vérifiabilité et en les liant à la section « Notes et références ».
Elena Konstantinovna Mikhailovskaya (russe : Елена Константиновна Михайловская ; 21 novembre 1949 à Moscou - 4 février 1995 à Moscou) a été la première championne du monde du jeu de dames internationales. Elle a remporté ce titre à cinq reprises à la suite (1973-1977). Avant elle a été quatre fois championne de l'Union soviétique en dames russes (1969-1972). Plus tard, elle dirigea la fédération russe du jeu de dames.